# 창원대로
창원대로(Changwon-daero, 昌原大路)는 경상남도 창원시 의창구 소계동 소계광장 교차로와 성산구 불모산동 창원터널을 잇는 창원시의 간선도로이다.
동양 최장의 직선도로로, 13.8 km 중 대부분 구간이 굴곡이 전혀 없이 1자 형태로 뻗어있는 것이 특징이다. 1970년대 창원시 계획도시 개발정책의 일환으로 건설되었으며, 1977년에 왕복 2차로로 임시 개통되었고 현재의 왕복 8차로 이상의 모습으로 갖춘 것은 1987년에 이르러서였다. 또한 전 구간에 걸쳐 창원시 최초로 지하차도와 자전거전용도로를 설치했다
2000년대 말부터 시행된 새주소 정비사업으로 인하여 지방도 제1020호선 일부구간이 창원대로에 편입되었다. 그래서 주소상으로는 일반도로와 자동차 전용도로 구간을 같이 가지게 되었다.
본 도로는 남해고속도로 순천방향 정체시 우회도로로 사용되기도 한다. 이 도로를 끼고 신창원역과 창원종합버스터미널이 위치해 있다. 이 도로 중 삼정자동 ~ 창원터널 구간은 자동차전용도로이므로 긴급자동차를 제외한 이륜자동차, 자전거, 보행자는 통행할 수 없다.

## 연혁
- 2009년 7월 2일 : 2개 이상 시·군에 걸쳐 있는 도로로 창원대로를 고시[4]

## 노선
| 이름                           | 접속 노선                                         | 소재지          | 소재지                                         | 비고            |
| 정렬대로와 직결                | 정렬대로와 직결                                   | 정렬대로와 직결 | 정렬대로와 직결                                | 정렬대로와 직결 |
| ------------------------------ | ------------------------------------------------- | --------------- | ---------------------------------------------- | --------------- |
| 소계광장 교차로 (소계지하차도) | 국도 제14호선 (의창대로) 국도 제79호선 (정렬대로) | 창원시          | 의창구                                         |                 |
| 팔용사거리                     | 팔용로                                            | 창원시          | 의창구                                         |                 |
| 반계사거리                     | 반계로                                            | 창원시          | 의창구                                         |                 |
| 평산사거리                     | 평산로                                            | 창원시          | 의창구                                         |                 |
| 죽전사거리                     | 죽전로                                            | 창원시          | 의창구                                         |                 |
| 죽전삼거리                     | 창원대로204번길                                   | 창원시          | 의창구                                         |                 |
| 차룡사거리                     | 차룡로                                            | 창원시          | 의창구                                         |                 |
| 사화사거리                     | 차상로                                            | 창원시          | 의창구                                         |                 |
| 터미널사거리                   | 창원대로363번길                                   | 창원시          | 의창구                                         |                 |
| 창원종합버스터미널             |                                                   | 창원시          | 의창구                                         |                 |
| 용원 교차로 (용원지하차도)     | 무역로                                            | 창원시          | 의창구                                         |                 |
| 창원천교                       |                                                   | 창원시          | 의창구                                         |                 |
| 삼동 교차로 (삼동지하차도)     | 삼동로                                            | 창원시          | 의창구                                         |                 |
| 삼동 교차로 (삼동지하차도)     | 삼동로                                            | 창원시          | 성산구                                         |                 |
| 교육단지사거리                 | 두대로 연덕로                                     | 창원시          |                                                |                 |
| 창원병원사거리                 | 완암로 용지로                                     | 창원시          |                                                |                 |
| 공단본부삼거리                 | 지방도 제1020호선 (중앙대로)                      | 창원시          | 지방도 제1020호선 구간                         |                 |
| 재료연구소삼거리               | 상남로                                            | 창원시          | 지방도 제1020호선 구간                         |                 |
| 남고삼거리                     | 토월로                                            | 창원시          | 지방도 제1020호선 구간                         |                 |
| 성산패총사거리                 | 동산로 성산패총로                                 | 창원시          | 지방도 제1020호선 구간                         |                 |
| 구남산교                       |                                                   | 창원시          | 지방도 제1020호선 구간                         |                 |
| 가음정사거리                   | 원이대로 정동로                                   | 창원시          | 지방도 제1020호선 구간                         |                 |
| 남산삼거리                     | 가양로                                            | 창원시          | 지방도 제1020호선 구간                         |                 |
| 남산시외버스정류소             |                                                   | 창원시          | 지방도 제1020호선 구간                         |                 |
| 성주광장 교차로 (성주지하차도) | 창이대로 성주로                                   | 창원시          | 지방도 제1020호선 구간                         |                 |
| 성산구청                       |                                                   | 창원시          | 지방도 제1020호선 구간                         |                 |
| (이름 없음)                    | 삼정자로                                          | 창원시          | 지방도 제1020호선 구간 소계 방면 진출입만 가능 |                 |
| 삼정자 교차로                  | 국도 제25호선 (해원로) 삼정자로112번길            | 창원시          | 지방도 제1020호선 구간                         |                 |
| 삼정자교                       |                                                   | 창원시          | 지방도 제1020호선 구간                         |                 |
| (불모산고가교)                 | 불모산로62번길                                    | 창원시          | 지방도 제1020호선 구간                         |                 |
| 불모산교                       |                                                   | 창원시          | 지방도 제1020호선 구간                         |                 |
| 창원터널                       |                                                   | 창원시          | 지방도 제1020호선 구간                         |                 |
| 금관대로와 직결                |                                                   |                 |                                                |                 |

## 갤러리

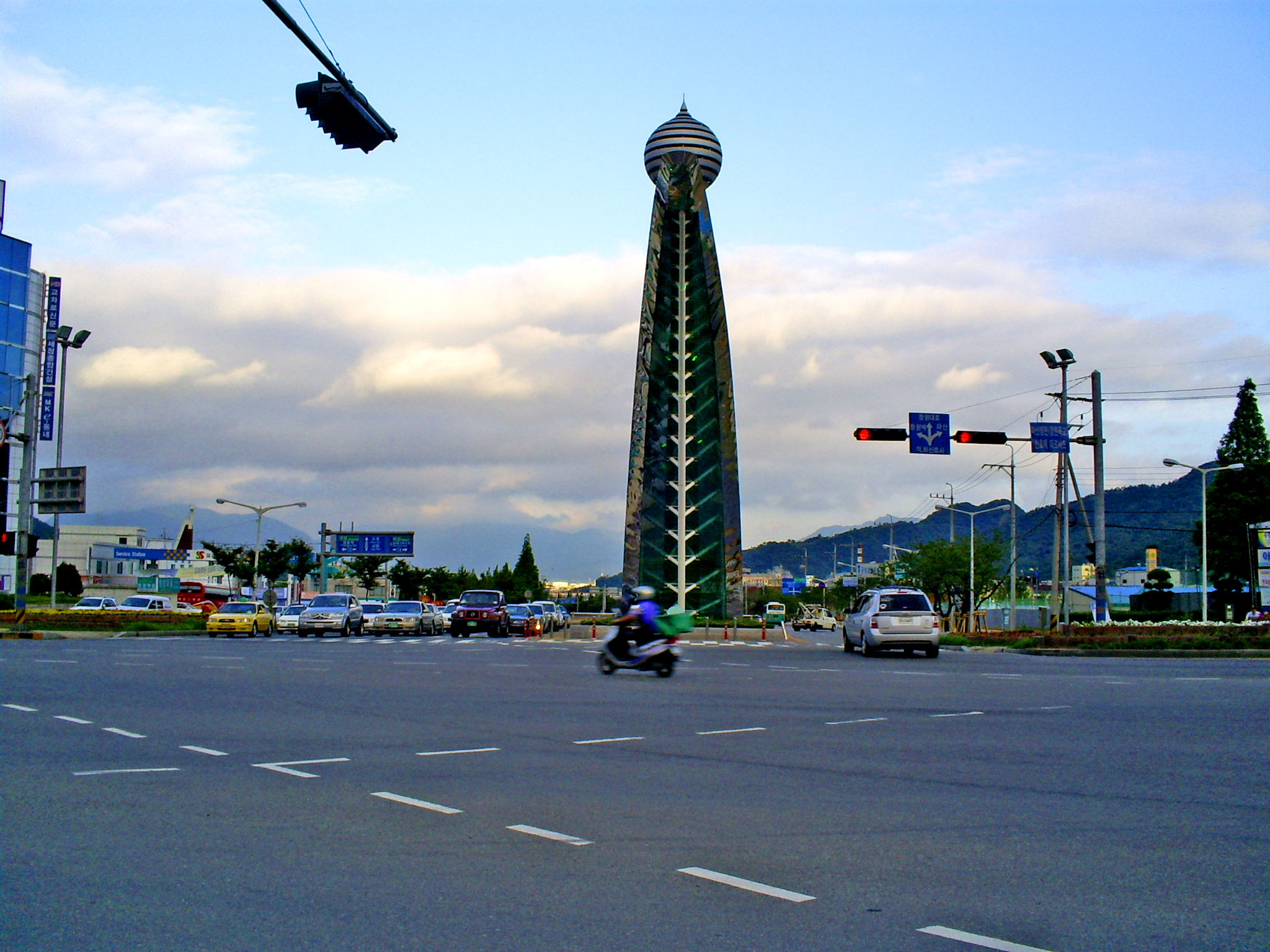
창원대로 시점 (소계광장)
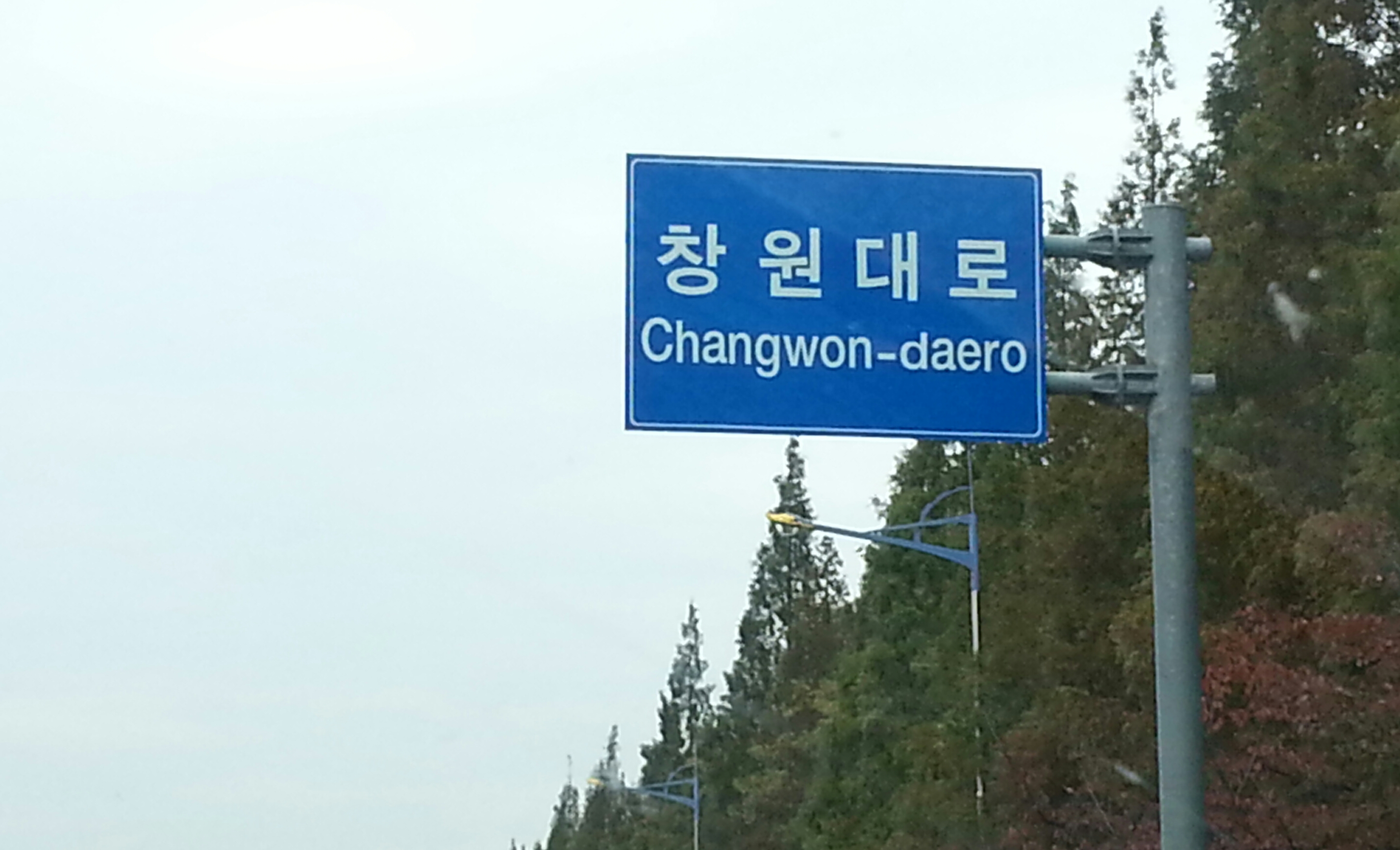
창원대로 표지판